# Abeille maçonne
Taxons concernés
- Famille Megachilidae
  - Genre Osmia
  - Genre Megachile
    - Sous-genre Chalicodomamodifier

L'expression vernaculaire abeille maçonne désigne un comportement de nidification de certaines abeilles solitaires, notamment dans la famille des Megachilidae dont le genre Osmia et le sous-genre Megachile (chalicodoma). 
Ces espèces utilisent des cavités préexistantes ou édifient directement des nids à partir de divers matériaux, généralement de la boue ou de la résine parfois mêlée de petits minéraux voire de débris de végétaux mastiqués en formant par exemple des pots disposés de-ci de-là ou en bourgade de plusieurs nichées. Des sécrétions sont peut-être ajoutées aux matériaux afin de durcir et éventuellement imperméabiliser le nid. Ceci afin d'y loger leurs descendances accompagnées du pain d'abeille qui permettra de les nourrir du stade larvaire à la nymphe. Souvent, cette dernière hiverne dans sa cavité.

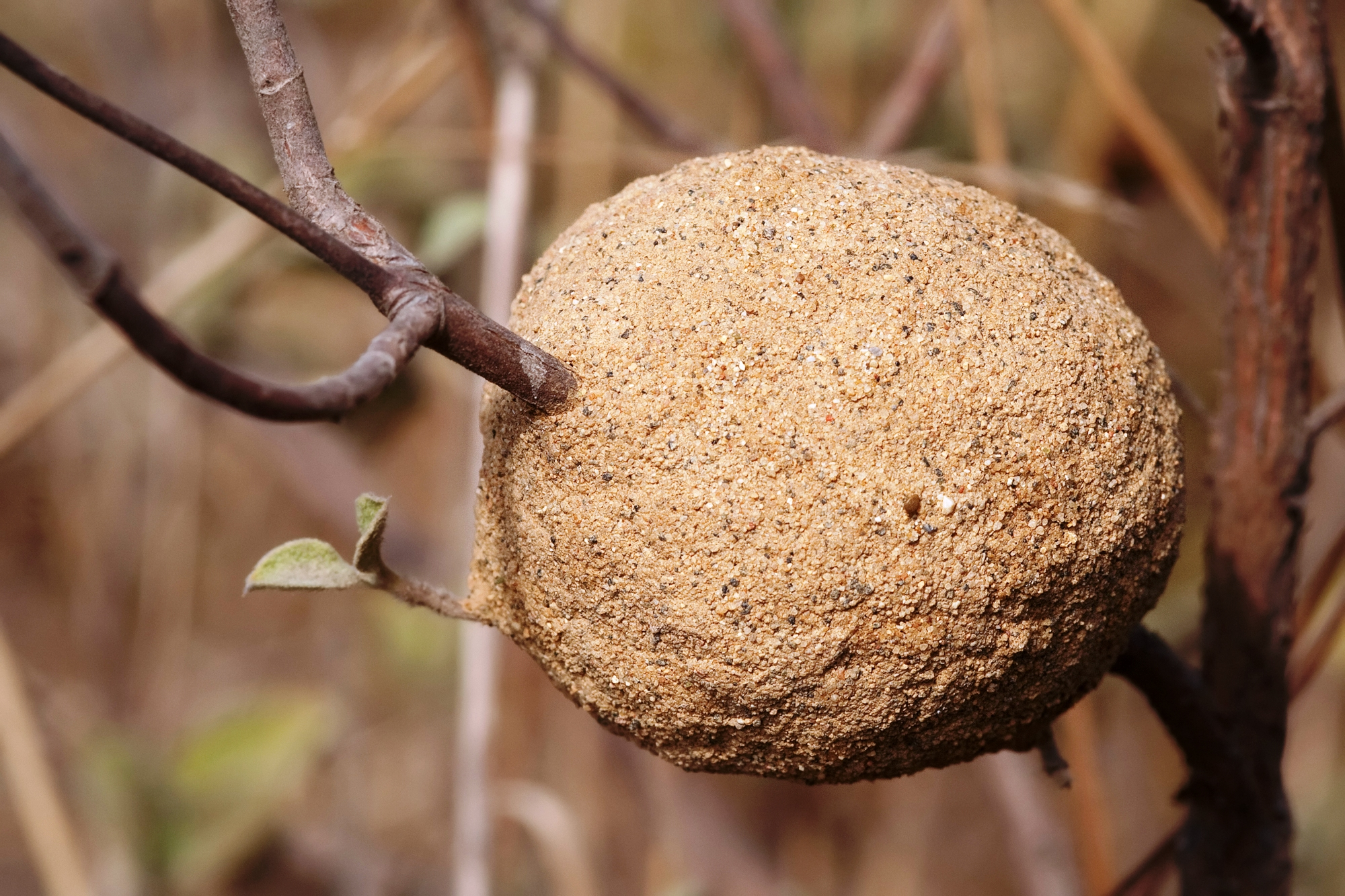
Nid de Megachile sicula (bassin méditerranéen)
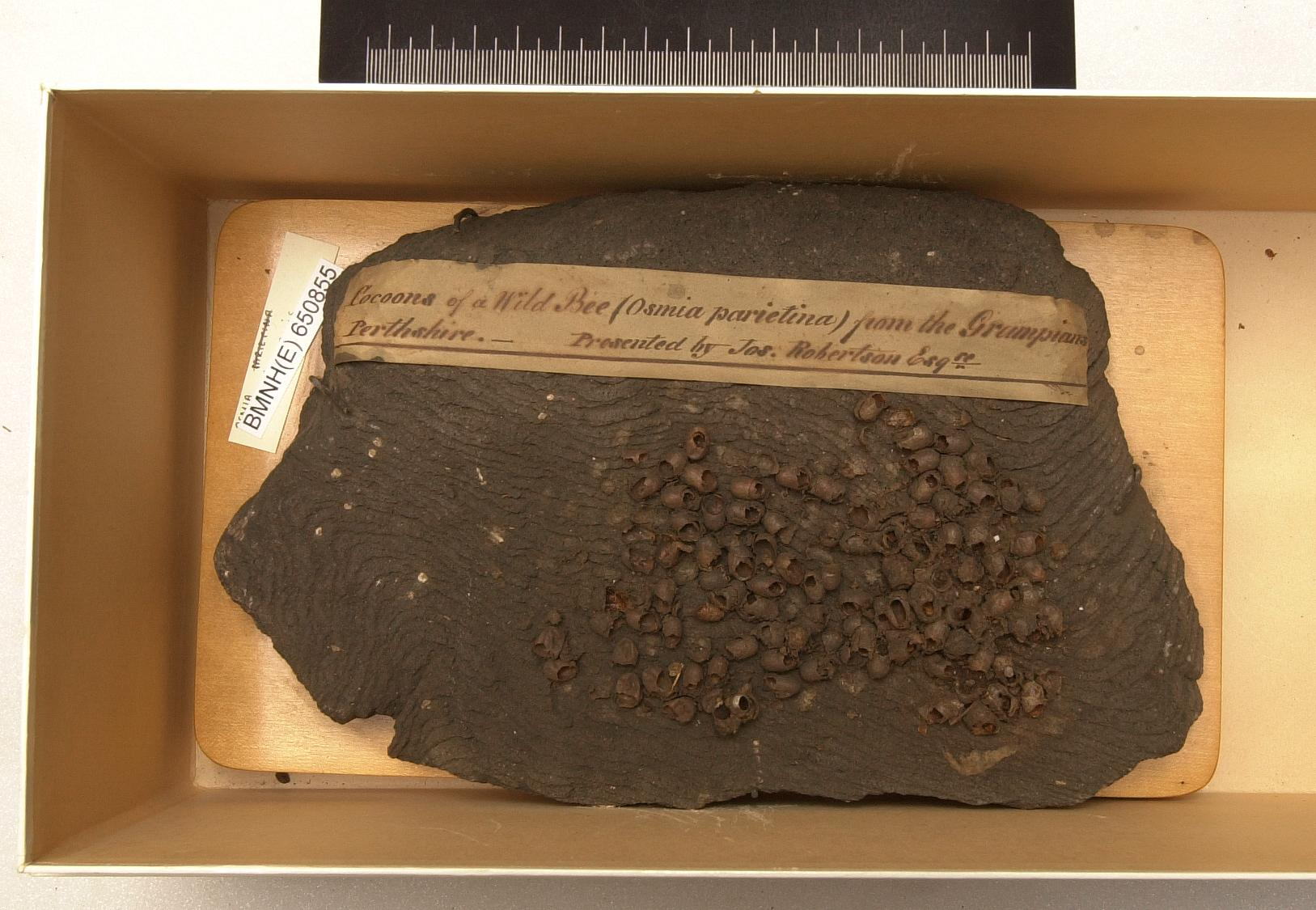
Nids d'Osmia inermis (holarctique)
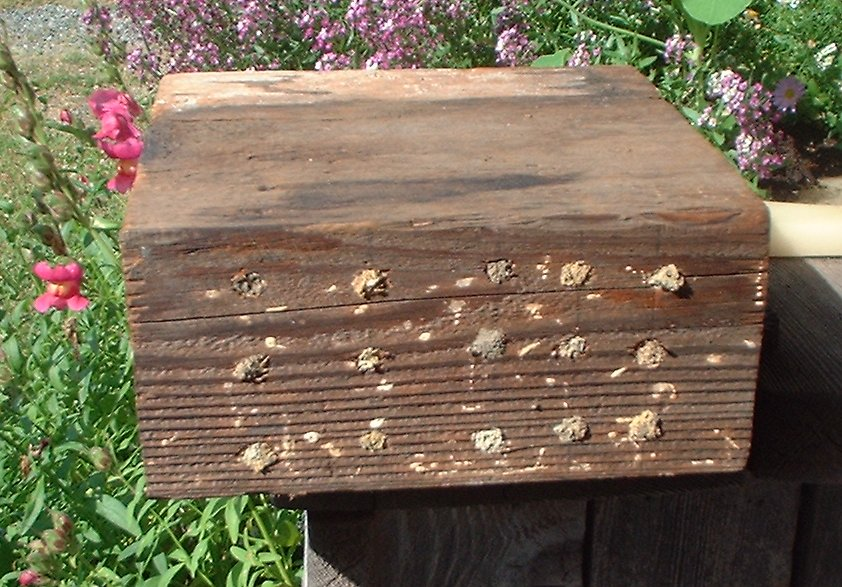
Nids d'Osmie artificiels, pondus et comblés de terre par les insectes (osmiculture).
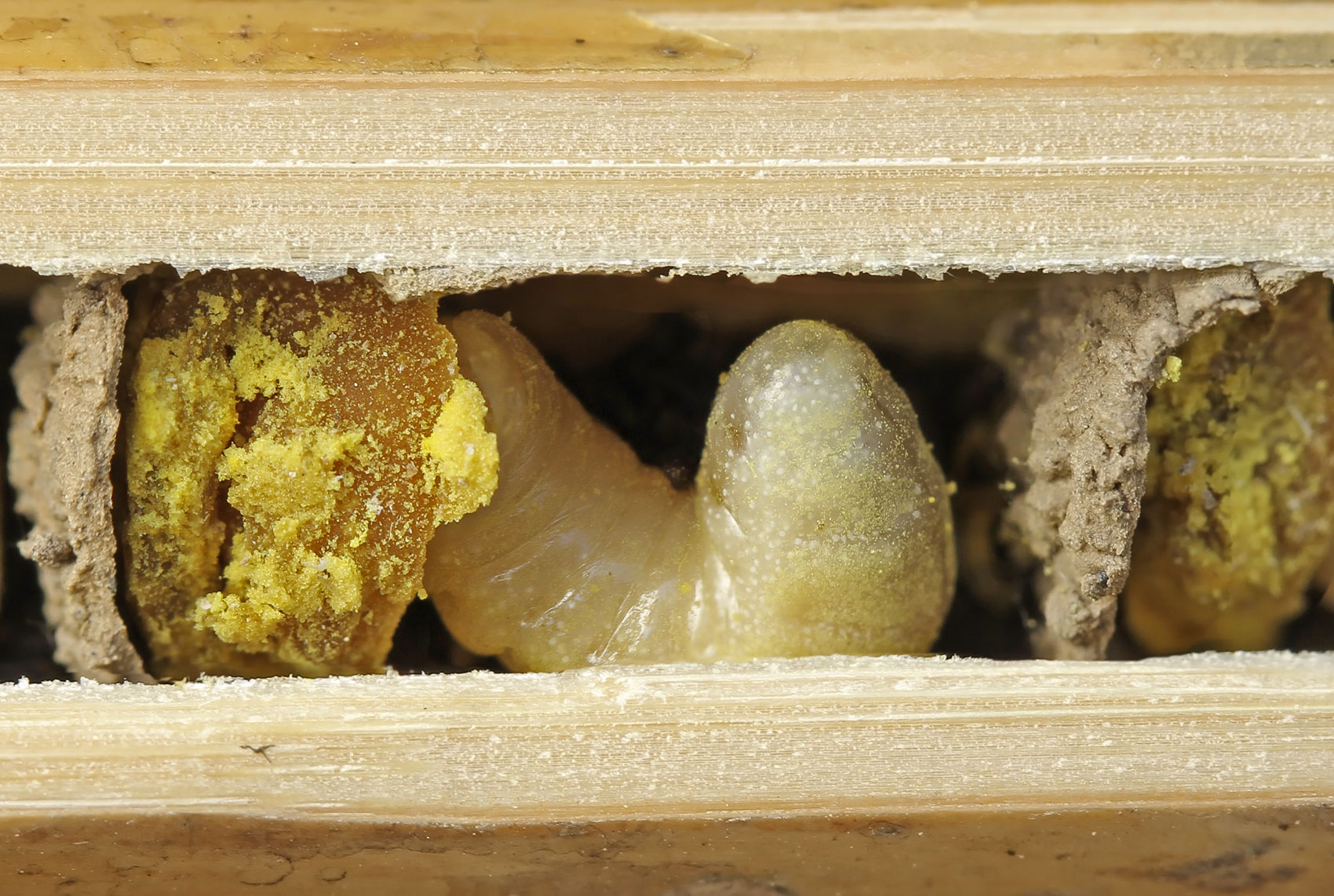
Cellule, larve et pain d'abeille de l'Osmie cornue